# Shane Sutton
Shane Edwin Sutton (Moree, 22 maart 1957) is een Australisch voormalig professioneel wielrenner die zowel op de weg als op de baan actief was. In het verleden reed hij voor onder mee ANC-Halfords, Banana en Jayco.
In 1983 werd hij derde op het Australisch kampioenschap op de weg voor de elite, dit herhaalde hij in 1984. Vervolgens wist hij een tijdlang geen ereplaatsen te behalen op nationale kampioenschappen, tot 1993 toen hij derde werd bij de Engelse kampioenschappen op de weg, tevens bij de elite.
Tevens in 1983 won hij de Herald Sun Tour, een jaar later, in 1984, won zijn broer, Gary Sutton deze race.
In 1987 deed Sutton mee aan de Ronde van Frankrijk maar stapte af na de 12e etappe. Op de Gemenebestspelen van 1978 won hij goud op de ploegenachtervolging (baan), samen met zijn broer Gary en de renners Colin Fitzgerald en Kevin Nichols. Daarnaast werd hij tweede op de scratch, achter Jocelyn Lovell uit Canada.
Na zijn actieve wielercarrière werd Sutton coach. Hij heeft het baanteam van Wales gecoacht en is momenteel coach van het Engelse baanteam en daarnaast hoofdtrainer bij de ProTour-ploeg Team Sky.
In 1998 won hij de prijs van "Coach of the Year 1998" van het Sports Council for Wales, als coach van het Welshe team. Als coach van het Engelse team won hij deze prijs ook, ditmaal de Engelse variant. Daarnaast was hij een van zeven coaches die de "High Performance Coach of the Year" prijs won.
Naast zijn broer Gary is ook zijn neef Chris Sutton profwielrenner; hij reed van 2010 tot 2015 voor Team Sky, de ploeg waar Shane ploegleider was.
In april 2016 nam Shane Sutton ontslag als technisch directeur van de Britse wielerploeg na beschuldigingen van diverse kanten dat hij opmerkingen gemaakt zou hebben die discriminerend zijn voor paralympiërs en voor vrouwen.

## Overwinningen
1978
- Ploegenachtervolging op de Gemenebestspelen (met Gary Sutton, Colin Fitzgerald en Kevin Nichols)

1981
- Criterium van Yarrawonga

1982
- Bendigo International Madison (met Danny Clarke)
- Criterium van Baltimore
- Zesdaagde van Launceston (met Phil Sawyer)

1983
- 2e etappe Herald Sun Tour
- 6e etappe Herald Sun Tour
- 11e etappe Herald Sun Tour
- 16e etappe Herald Sun Tour
- Eindklassement Herald Sun Tour
- Zesdaagse van Melbourne (met Gary Sutton)

1984
- Criterium vanHednesford
- Zesdaagde van Launceston (met Geoff Skaines)
- Criterium van Londen-Eastway
- Criterium van Newport
- Criterium van Nottingham
- 2e etappe Herald Sun Tour

1985
- Criterium van Glasgow
- Criterium van Harrogate
- Criterium van Hereford
- Midlands Tour
- Criterium van Newport
- Criterium van Northampton
- Criterium van Stockport
- 8e etappe Sealink Race

1986
- Criterium van Hednesford
- 8e etappe Milk Race (met Djamolidin Abdoesjaparov)
- Criterium van Norwich

1988
- Criterium van Eastway
- Criterium van Walsall
- Criterium van Girvan Three Day
- 8e etappe Herald Sun Tour

1989
- Criterium van Malvern
- Criterium van Porthcawl
- Criterium van Worchester
- 5e etappe Herald Sun Tour

1990
- 3e etappe Milk Race
- Eindklassement Milk Race

1991
- Criterium van Abergavenny
- Criterium van Dundee
- Criterium van Leek

1992
- Criterium van Chesterfield
- Criterium van Eastway

1994
- Criterium van Alford

## Resultaten in voornaamste wedstrijden
| Jaar | Ronde van Italië | Ronde van Frankrijk | Ronde van Spanje |
| ---- | ---------------- | ------------------- | ---------------- |
| 1987 |                  | opgave              |                  |

| Jaar | Gent-Wevelgem |
| ---- | ------------- |
| 1982 | 61e           |

## Ploegen
- 1982-Mavic-Clemenso
- 1982-Clemenso-Mavic
- 1983-Clarence Street Cyclery
- 1984-Ever Ready
- 1985-Falcon
- 1986-Falcon
- 1987-Lycra
- 1987-ANC-Halfords
- 1988-P.M.S.-Dawes
- 1989-P.M.S.-Falcon
- 1990-Banana-Falcon
- 1991-Banana-Falcon
- 1992-Banana-Met Helmets
- 1994-Foremost Contract Furnishers-Karrimor
- 1994-Jayco